# La vittoria di Orwell
La vittoria di Orwell, pubblicato nel Regno Unito col titolo Orwell's Victory e negli USA con Why Orwell Matters, è un saggio biografico di Christopher Hitchens pubblicato da Libri Scheiwiller il 27 marzo 2008.  Nel testo, l'autore discute i pensieri e le azioni di George Orwell sui seguenti temi:
- l'Impero britannico;
- la sinistra;
- la destra;
- gli Stati Uniti;
- le convenzioni inglesi;
- il femminismo e le donne; e
- la controversa "lista di Orwell" per il Foreign Office britannico.

Alla fine del libro, Hitchens esamina e recensisce i romanzi di Orwell ed il suo lascito letterario, partendo dalla sua capacità di leggere il contesto storico-politico nel quale si trovò ad agire. Un altro breve saggio di Hitchens che continua sullo stesso tema, intitolato Why Orwell Still Matters (in italiano Perché Orwell è ancora importante), è apparso sull'antologia orwelliana di John Rodden.
In un'intervista sul suo libro, Hitchens ha detto:
(Intervista 2002 )
Hitchens conclude dicendo che Orwell dimostra, con il suo impegno per la lingua quale partner della verità, che le opinioni in realtà non contano, ciò che conta non è quello che si pensa, ma come lo si pensa, e che la politica è relativamente poco importante, mentre i principi hanno un modo di perdurare.

## Edizioni
- La vittoria di Orwell, (trad. E. Costantino), Libri Scheiwiller, 27 marzo 2008. ISBN 978-8876445552
- (EN)  Why Orwell Matters, Basic Books, ristampa 2003. ISBN 978-0-465-03050-7
- (EN)  Orwell's Victory,  Penguin Books Ltd, nuova ed. 2003. ISBN 978-0-14-100535-5